# Юнга (регіон)

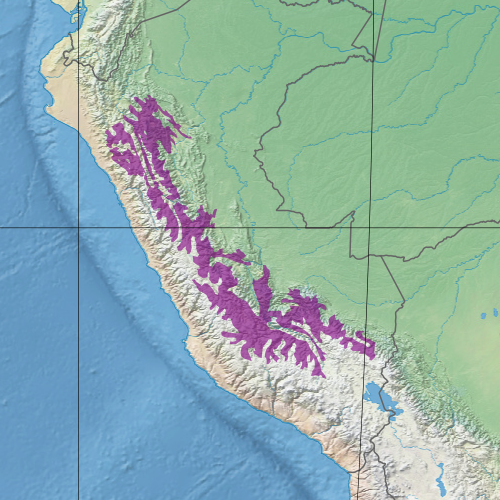
Екорегіон перуанської юнги на мапі Південної Америки

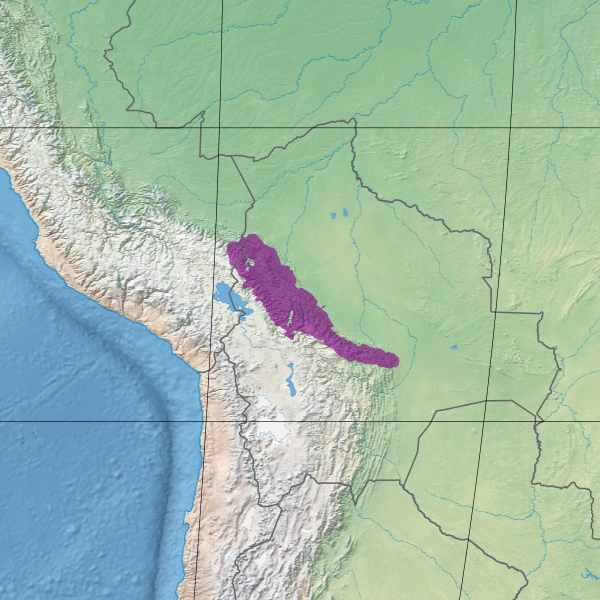
Екорегіон болівійської юнги на мапі Південної Америки

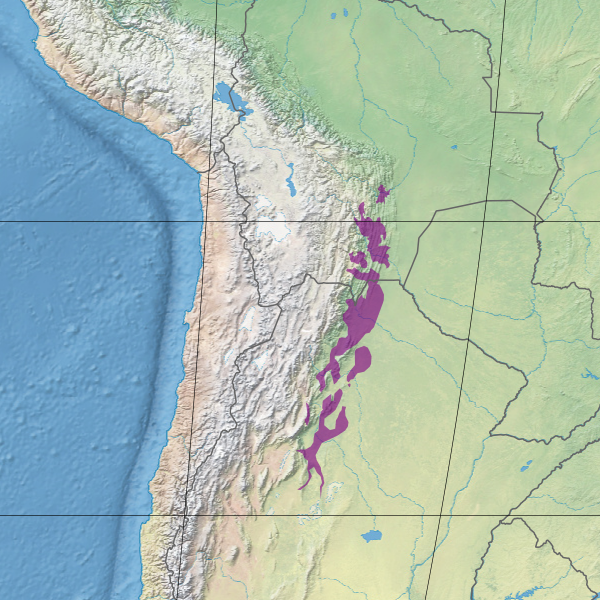
Екорегіон аргентинської юнги на мапі Південної Америки

Юнга (ісп. Yunga або Yungas) — територія східних передгір'їв Анд у Болівії, Перу і частково Аргентині, що характеризується певним типом рослинності та складається з кількох екорегіонів неотропічної екозони. Ця територія має вологий та теплий клімат. Тут вирощуються кава, цитрусові та кока, саме у цьому районі зосереджені суспільства, що підтримують вирощування коки.

## Екорегіони
Всесвітній фонд дикої природи поділяє юнгу на три екорегіони, розділені переважно за широтою. Найпівнічніший екорегіон має назву Перуанської юнги та розташований в межах Перу, уздовж майже всієї довжини країни. Болівійська юнга розташована південніше, переважно в Болівії, проте захоплюючи частину південного Перу. Річка Інамбару позначає межу між Перуанською та Болівійською юнгою, через істотні екологічні відмінності умов цих районів. Південноандійська юнга починається на півдні Болівії та продовжується на території Аргентини. Це дуже вологий вкритий лісом район між сухішим Гран-Чако на сході та сухими високогірними районами Пуни на заході.
Всі три екорегіони є перехідними зонами між високогір'ям Анд та східними тропічними і субтропічними лісами. Ліси юнги дуже різноманітні, від вологого низовинного лісу до вічнозеленого гірського лісу та вологого гірського лісу. Територія району також дуже різноманітна, хоча переважно горбиста, містячи значне різноманіття екосистем. Складна мозаїка природних середовищ викликана значними перепадами у висоті над рівнем моря та великою протяжністю за широтою. В результаті район характеризується значним біорізноманіттям та наявністю великого числа ендемічних видів. Більшість лісів району вічнозелені, а Південноандійська юнга є останнім вічнозеленим лісом на території колишніх льодовиків четвертинного періоду.